# 索菲伊夫卡 (希里亞葉韋區)
47°10′17″N 30°22′24″E / 47.17139°N 30.37333°E
索菲伊夫卡（烏克蘭語：Софіївка）是位於烏克蘭西南部的村莊，由敖德萨州贝雷济夫卡区的茲納姆揚卡市鎮負責管轄。該村始建於1893年，面積0.45平方公里，海拔高度36米，2001年人口141，人口密度每平方公里313.33人。